# Treron pembaensis
Treron pembaensis là một loài chim trong họ Columbidae.